# الكسندر دوز
الكسندر دوز (20 نوفمبر 1859 في المملكة المتحدة - 24 فبراير 1939 في نيوزيلندا) (بالإنجليزية: Alexander Dawes)‏ هو لاعب كريكت نيوزلندي.

## وصلات خارجية
- الكسندر دوز على موقع إي آس بي آن كريك إنفو (الإنجليزية)